# 1989年ポルトガルグランプリ
1989年ポルトガルグランプリは、1989年F1世界選手権の第13戦として、1989年9月24日にエストリル・サーキットで開催された。

## 概要
オニクスチームは、このレースからドライバーの一人をベルトラン・ガショーからJ.J.レートに変更した。初のF1エントリーとなったレートは予備予選不通過に終わった。
ウィリアムズは新車FW13を投入した。ただしリアエンドはFW12Cのものを流用したものだった。
レースはスタートを決めたフェラーリのゲルハルト・ベルガーが1周目にトップに立ち、後続を引き離した。もう1台のフェラーリに乗るナイジェル・マンセルは序盤こそアイルトン・セナを抜くために数周を費やしたが、すぐにベルガーに次ぐ2位になり、フェラーリの2台がレースを引っ張り、マクラーレンの2台がそれに続いた。
ピレリタイヤを履くミナルディのピエルルイジ・マルティニは後続を抑え5位を走行していたが、グッドイヤーを履くフェラーリとマクラーレンの4台がタイヤ交換のためにピットインしたタイミングで、先頭でコントロールラインを通過した。この40周目はミナルディはチーム史上初めて（そしてチーム史上唯一の）ラップリーダー記録となったが、41周目にはすぐにベルガーとセナに抜かれ順位を落とした。
その40周目に、タイヤ交換のためにピットインしたマンセルは自らのピットを通り過ぎて停止してしまった。マンセルはフェラーリのピット前に戻るためリバースギアを使って後退したが、このことによりマンセルは失格となり、ピットアウトしたマンセルにはピットインを指示する黒旗が提示された。マンセルは3周にわたり黒旗を無視して走行を続けて前を走るセナを攻め立てたが、セナもマンセルに対して引かずに走行し、第1コーナーで両者が接触した。セナはそのままリタイアとなり、ノーポイントに終わった。
最終的にゲルハルト・ベルガーが優勝し、2位はフェラーリとマクラーレンの4台では最も後方を走り続けていたアラン・プロストのものとなった。これでプロストはセナとのポイント差を25まで広げることに成功した。ステファン・ヨハンソンが3位でゴールし、オニクスチームにとって初の表彰台フィニッシュとなった。4位はアレッサンドロ・ナニーニ、ラップリーダーを記録したマルティニは5位でフィニッシュし、この年2度目の入賞を果たした。
レース後、マンセルは謝罪をした上で黒旗が見えなかったと釈明したが、5万米ドルの罰金とスペインGPへの出場停止の処分を受けた。

## 結果

### 予選結果
| 順位 | No | ドライバー                   | コンストラクタ         | 1回目    | 2回目    | 差     |
| ---- | -- | ---------------------------- | ---------------------- | -------- | -------- | ------ |
| 1    | 1  | アイルトン・セナ             | マクラーレン・ホンダ   | 1'15.496 | 1'15.468 | －     |
| 2    | 28 | ゲルハルト・ベルガー         | フェラーリ             | 1'16.799 | 1'16.059 | +0.591 |
| 3    | 27 | ナイジェル・マンセル         | フェラーリ             | 1'17.387 | 1'16.193 | +0.725 |
| 4    | 2  | アラン・プロスト             | マクラーレン・ホンダ   | 1'17.336 | 1'16.204 | +0.736 |
| 5    | 23 | ピエルルイジ・マルティニ     | ミナルディ・フォード   | 1'16.938 | 1'17.161 | +1.470 |
| 6    | 6  | リカルド・パトレーゼ         | ウィリアムズ・ルノー   | 1'17.281 | 1'17.852 | +1.813 |
| 7    | 21 | アレックス・カフィ           | ダラーラ・フォード     | 1'18.623 | 1'17.661 | +2.193 |
| 8    | 5  | ティエリー・ブーツェン       | ウィリアムズ・ルノー   | 1'17.801 | 1'17.888 | +2.333 |
| 9    | 24 | ルイス・ペレス＝サラ         | ミナルディ・フォード   | 1'17.844 | 1'18.305 | +2.376 |
| 10   | 7  | マーティン・ブランドル       | ブラバム・ジャッド     | 1'17.874 | 1'17.995 | +2.406 |
| 11   | 8  | ステファノ・モデナ           | ブラバム・ジャッド     | 1'18.589 | 1'18.093 | +2.625 |
| 12   | 36 | ステファン・ヨハンソン       | オニクス・フォード     | 1'19.281 | 1'18.105 | +2.637 |
| 13   | 19 | アレッサンドロ・ナニーニ     | ベネトン・フォード     | 1'18.115 | 1'18.359 | +2.647 |
| 14   | 15 | マウリシオ・グージェルミン   | マーチ・ジャッド       | 1'18.124 | 1'18.277 | +2.656 |
| 15   | 31 | ロベルト・モレノ             | コローニ・フォード     | 1'18.196 | 1'20.512 | +2.728 |
| 16   | 20 | エマニュエル・ピロ           | ベネトン・フォード     | 1'18.340 | 1'18.328 | +2.860 |
| 17   | 30 | フィリップ・アリオー         | ローラ・ランボルギーニ | 1'19.306 | 1'18.386 | +2.918 |
| 18   | 3  | ジョナサン・パーマー         | ティレル・フォード     | 1'19.172 | 1'18.404 | +2.936 |
| 19   | 22 | アンドレア・デ・チェザリス   | ダラーラ・フォード     | 1'18.442 | 1'18.511 | +2.974 |
| 20   | 11 | ネルソン・ピケ               | ロータス・ジャッド     | 1'18.482 | 1'18.682 | +3.014 |
| 21   | 29 | ミケーレ・アルボレート       | ローラ・ランボルギーニ | 1'18.563 | 1'18.846 | +3.095 |
| 22   | 9  | デレック・ワーウィック       | アロウズ・フォード     | 1'18.711 | 1'18.892 | +3.243 |
| 23   | 25 | ルネ・アルヌー               | リジェ・フォード       | 1'18.767 | 1'19.979 | +3.299 |
| 24   | 16 | イヴァン・カペリ             | マーチ・ジャッド       | 1'19.079 | 1'18.785 | +3.317 |
| 25   | 12 | 中嶋悟                       | ロータス・ジャッド     | 1'19.278 | 1'19.165 | +3.697 |
| 26   | 10 | エディ・チーバー             | アロウズ・フォード     | 1'19.247 | 1'20.006 | +3.779 |
| DNQ  | 4  | ジョニー・ハーバート         | ティレル・フォード     | 1'19.515 | 1'19.264 | +3.796 |
| DNQ  | 26 | オリビエ・グルイヤール       | リジェ・フォード       | 1'19.605 | 1'19.436 | +3.968 |
| DNQ  | 39 | ピエール＝アンリ・ラファネル | リアル・フォード       | -        | 1'21.435 | +5.967 |
| DNQ  | 38 | クリスチャン・ダナー         | リアル・フォード       | 1'21.678 | 1'22.423 | +6.210 |

- 上位26台が決勝進出

### 決勝結果
| 順位     | No | ドライバー                 | コンストラクタ         | 周回 | タイム/リタイヤ | グリッド | ポイント |
| -------- | -- | -------------------------- | ---------------------- | ---- | --------------- | -------- | -------- |
| 1        | 28 | ゲルハルト・ベルガー       | フェラーリ             | 71   | 1:36'48.546     | 2        | 9        |
| 2        | 2  | アラン・プロスト           | マクラーレン・ホンダ   | 71   | +32.637         | 4        | 6        |
| 3        | 36 | ステファン・ヨハンソン     | オニクス・フォード     | 71   | +55.325         | 12       | 4        |
| 4        | 19 | アレッサンドロ・ナニーニ   | ベネトン・フォード     | 71   | +1'22.369       | 13       | 3        |
| 5        | 23 | ピエルルイジ・マルティニ   | ミナルディ・フォード   | 70   | +1 Lap          | 5        | 2        |
| 6        | 3  | ジョナサン・パーマー       | ティレル・フォード     | 70   | +1 Lap          | 18       | 1        |
| 7        | 12 | 中嶋悟                     | ロータス・ジャッド     | 70   | +1 Lap          | 25       |          |
| 8        | 7  | マーティン・ブランドル     | ブラバム・ジャッド     | 70   | +1 Lap          | 10       |          |
| 9        | 30 | フィリップ・アリオー       | ローラ・ランボルギーニ | 70   | +1 Lap          | 17       |          |
| 10       | 15 | マウリシオ・グージェルミン | マーチ・ジャッド       | 69   | +2 Laps         | 14       |          |
| 11       | 29 | ミケーレ・アルボレート     | ローラ・ランボルギーニ | 69   | +2 Laps         | 21       |          |
| 12       | 24 | ルイス・ペレス＝サラ       | ミナルディ・フォード   | 9    | +2 Laps         | 14       |          |
| 13       | 25 | ルネ・アルヌー             | リジェ・フォード       | 69   | +2 Laps         | 23       |          |
| 14       | 8  | ステファノ・モデナ         | ブラバム・ジャッド     | 69   | +2 Laps         | 11       |          |
| リタイヤ | 6  | リカルド・パトレーゼ       | ウィリアムズ・ルノー   | 60   | オーバーヒート  | 6        |          |
| リタイヤ | 5  | ティエリー・ブーツェン     | ウィリアムズ・ルノー   | 60   | オーバーヒート  | 8        |          |
| リタイヤ | 1  | アイルトン・セナ           | マクラーレン・ホンダ   | 48   | 接触            | 1        |          |
| 失格     | 27 | ナイジェル・マンセル       | フェラーリ             | 48   | 失格            | 3        |          |
| リタイヤ | 9  | デレック・ワーウィック     | アロウズ・フォード     | 37   | アクシデント    | 22       |          |
| リタイヤ | 11 | ネルソン・ピケ             | ロータス・ジャッド     | 33   | 接触            | 20       |          |
| リタイヤ | 21 | アレックス・カフィ         | ダラーラ・フォード     | 33   | 接触            | 7        |          |
| リタイヤ | 20 | エマニュエル・ピロ         | ベネトン・フォード     | 29   | サスペンション  | 16       |          |
| リタイヤ | 16 | イヴァン・カペリ           | マーチ・ジャッド       | 25   | エンジン        | 24       |          |
| リタイヤ | 10 | エディ・チーバー           | アロウズ・フォード     | 24   | スピンオフ      | 26       |          |
| リタイヤ | 22 | アンドレア・デ・チェザリス | ダラーラ・フォード     | 17   | 電気系          | 19       |          |
| リタイヤ | 31 | ロベルト・モレノ           | コローニ・フォード     | 11   | 電気系          | 15       |          |

- 予選、決勝順位は、公式サイト[2]およびF1グランプリ年鑑[3]より。

## 記録
- エントリー:J.J.レート
- 初表彰台(チーム):オニクス
- 最終決勝スタート:コローニ